# Moechotypa suffusa
Moechotypa suffusa är en skalbaggsart som först beskrevs av Francis Polkinghorne Pascoe 1862.  Moechotypa suffusa ingår i släktet Moechotypa och familjen långhorningar.
Artens utbredningsområde är Laos. Inga underarter finns listade i Catalogue of Life.